# اللوحة اليابانية

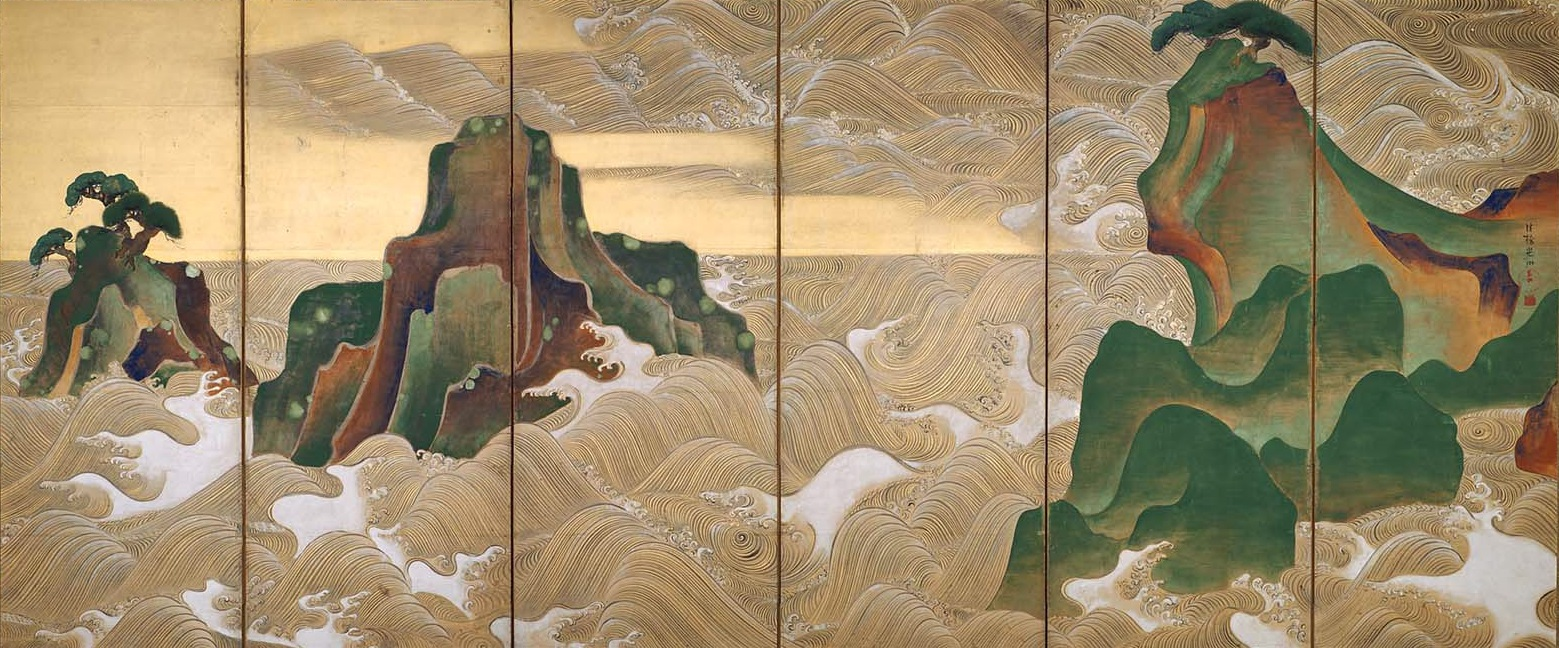
لوحة لفنان ياباني.

اللوحة اليابانية (絵 画، kaiga، أيضًا gadō 画 道) هي واحدة من أقدم الفنون البصرية اليابانية وأكثرها دقة، وتشمل مجموعة متنوعة من الأنواع والأنماط. ويُظهِر التاريخ الطويل لمعارض الرسم الياباني توليف ومنافسة بين الجماليات اليابانية الأصلية وتكييف الأفكار المستوردة كما هو الحال مع تاريخ الفنون اليابانية عمومًا، خاصةً الرسم الصيني، الذي كان مؤثرًا خصوصًا في العديد من النقاط، لكن التأثير الغربي الكبير لم يظهر حتى أواخر القرن السادس عشر وما تلاه، بادئًا في نفس الوقت الذي كان فيه الفن الياباني يؤثر في الغرب.
تشمل مجالات الموضوعات التي كان التأثير الصيني كبيرًا فيها تكرارًا الرسم الديني البوذي وغسيل الحبر للمناظر الطبيعية تقليدًا للرسم الأدبي الصيني وخط الأيديوجراف، ورسم الحيوانات والنباتات خاصةً الطيور والزهور. تطورت التقاليد اليابانية المميزة في جميع هذه المجالات. الموضوع الذي يُنظر إليه على نطاق واسع أنه أكثر ما يميز الرسم الياباني -والطباعة لاحقًا- هو تصوير مشاهد من الحياة اليومية والمشاهد السردية المزدحمة غالبًا بالأشكال والتفاصيل. لا شك أن هذا التقليد بدأ في أوائل العصور الوسطى تحت التأثير الصيني الذي أصبح الآن بعيدًا عن التتبع باستثناء المصطلحات الأكثر عمومية، ومن فترة أقدم، الأعمال الباقية التي تطورت إلى تقليد ياباني تحديدًا استمر حتى العصر الحديث.
تتضمن أيضًا القائمة الرسمية للكنوز الوطنية (اللوحات) 162 عملًا أو مجموعة من الأعمال من القرن الثامن إلى القرن التاسع عشر، والتي تمثل قمة الإنجاز أو أعمال باقية نادرة جدًا من القرون المبكرة.

## الجدول الزمني

### فترة اليابان القديمة وأسوكا (حتى 710)
تعود أصول الرسم في اليابان إلى فترة العصور الحجرية في اليابان. إذ عُثر على تمثيلات تصويرية بسيطة، إضافةً إلى التصميمات النباتية والمعمارية والهندسية في فخار فترة جومون وعُثر في فترة يايوي (1000 قبل الميلاد - 300 م) على أجراس دوتاكو البرونزية. عُثر أيضًا على لوحات جدارية ذات تصميمات هندسية وتصويرية في العديد من جثوات التي يرجع تاريخها إلى فترة كوفون وفترة أسوكا (300-700 م).
إلى جانب إدخال نظام الكتابة الصيني (كانجي)، وأنماط الإدارة الحكومية الصينية، والبوذية في فترة أسوكا، جُلب العديد من الأعمال الفنية إلى اليابان من الصين وبدأ إنتاج نسخ محلية بأساليب مماثلة.

### فترة نارا (710-794)
مع زيادة انتشار البوذية في اليابان في القرنين السادس والسابع، ازدهر الرسم الديني واستُخدم لتزيين العديد من المعابد التي أقامتها الطبقة الأرستقراطية. ومع ذلك، تشتهر اليابان في فترة نارا بمساهمات مهمة في فن النحت أكثر من الرسم.
تشمل أقدم اللوحات الباقية من هذه الفترة اللوحات الجدارية على الجدران الداخلية لكوندو (金堂) في معبد هوريو-جي في إيكاروغا بمحافظة نارا. تشمل هذه اللوحات الجدارية، إضافةً إلى الصور المرسومة على ضريح تاماموشي المهم، روايات مثل جاتاكا، وحلقات من حياة بوذا التاريخية، شاكياموني، وصور أيقونية لبوذا، وبوديساتفاس، ومختلف الآلهة الصغيرة. يذكرنا النمط بالرسم الصيني من سلالة سوي أو أواخر فترة الممالك الستة عشرر. بحلول منتصف فترة نارا، أصبحت اللوحات على طراز سلالة تانغ تحظى بشعبية كبيرة. وتشمل هذه أيضًا الجداريات في مقبرة تاكاماتسوزوكا، التي يعود تاريخها إلى نحو 700 ميلادية. تطور هذا النمط إلى نوع (Kara-e)، الذي ظل شائعًا خلال فترة هييآن المبكرة.